# Forth and Clyde Canal
Der Forth and Clyde Canal ist ein Kanal, der Schottland in seiner Mitte in west-östlicher Richtung durchquert. Er ermöglicht Schiffen eine Verbindung vom Firth of Forth zum Firth of Clyde sowie zwischen den beiden städtischen Regionen von Edinburgh und Glasgow. Die Länge des Kanals beträgt 56 km.

## Bau
Der Bau eines Kanals zur Verbindung der beiden Meeresbuchten wurde bereits zu Zeiten König Karl II. (1630–1685) diskutiert. Bis zur Realisierung dauerte es rund 100 Jahre. Der Kanal wurde von dem Ingenieur John Smeaton entworfen. Die Bauarbeiten begannen 1768. Wegen finanzieller Engpässe kam es zu Verzögerungen, so dass das Werk erst 1790 fertiggestellt wurde. Finanziert wurde das Projekt anfangs durch Privatpersonen, die sich in einer Gesellschaft mit dem Namen „The Company of Proprietors of the Forth and Clyde Navigation“ zusammengeschlossen hatten. Die Scheitelhöhe beträgt rund 48 m, den Höhenunterschied sowie den Gezeitenausgleich beim Übergang zur offenen See überwindet der Kanal mit Hilfe von 39 Schleusen. Der höchste Punkt ist bei der Stadt Kilsyth. In Ost-West-Richtung gesehen beginnt der Kanal in Grangemouth und endet in Bowling.

## Ursprüngliche Nutzung und Verfall
Im Zuge der aufkommenden Industrialisierung gewann der Kanal an Bedeutung, vor allem für den getreidelten Transport von Schüttgütern wie Kohle und Baustoffe. Zwischen 1789 und 1803 testete der Erfinder William Symington auf dem Kanal seine ersten dampfbetriebenen Boote, unter anderem das Schiff Charlotte Dundas. 1867 erwarb die „Caledonian Railway Company“ den Kanal. Der bis ins 20. Jahrhundert privat betriebene Kanal wurde 1948 verstaatlicht. Nach dem Zweiten Weltkrieg wurde der Kanal immer weniger genutzt und verfiel langsam. Am 1. Januar 1963 wurde er offiziell geschlossen und danach an einzelnen Stellen auch zugeschüttet.

## Reaktivierung und heutige Nutzung
Der Verfall und die Schließung des Kanals wurde von vielen Bürgern bedauert. 1980 bildete sich „The Forth and Clyde Canal Society“ mit dem Ziel, den Kanal wieder zu reaktivieren und für Freizeitinteressen zu nutzen. Die Gesellschaft startete eine Petition und sammelte 30.000 Unterschriften. Im Zusammenhang mit den Jahrtausendwende-Feierlichkeiten entschied die staatliche Lotteriegesellschaft, National Lottery, dass ein Teil der Einnahmen für die Wiederherstellung der Kanäle in Schottland verwendet werden soll. Es wurde ein Betrag in Höhe von 83,5 Mio. £ erspielt. Im Jahr 2001 war der Kanal wieder befahrbar. Am 24. Mai 2002 wurde er im Beisein der Queen zusammen mit dem Hebewerk Falkirk Wheel feierlich eingeweiht. Das Hebewerk verbindet den Forth and Clyde Canal mit dem Union Canal, der ins Stadtzentrum von Edinburgh führt. Das Kanalsystem und die zugehörigen Einrichtungen sind seitdem beliebte Touristenziele.